# Новоникольск (Тверская область)
Новонико́льск — деревня в Фировском районе Тверской области. Входит в состав Фировского сельского поселения.

## География
Деревня находится в юго-восточной части Тверской области, на расстоянии приблизительно 23 км к западу от посёлка городского типа Фирово, административного центра района.

### Часовой пояс
Деревня Новоникольск, как и вся Тверская область, находится в часовой зоне МСК (московское время). Смещение применяемого времени относительно UTC составляет +3:00.

## История
На карте 1840 года деревня не была отмечена. Позже отмечалась как Новое Дупле. В 1909 году в деревне Никольско насчитывалось 16 дворов, проживало 100 человек. В поздний советский период размещались подразделения 7-й гвардейской ракетной Режицкой Краснознаменной дивизии.

## Население
| 2010 |
| ---- |
| 0    |